# Il peggior allenatore del mondo
Il peggior allenatore del mondo (The Comebacks) è un film del 2007 diretto da Tom Brady. Il film è stato distribuito nel circuito cinematografico statunitense il 19 ottobre 2007, in Italia è stato distribuito a partire dal 1º agosto 2008.

## Trama
Il coach Lambeau Fields è molto carente di autostima; pensa di essere il peggior allenatore del mondo e da molto tempo ha smesso infatti di allenare squadre di football americano.
Un giorno, Freddie Wiseman lo convince a fare un'ultima partita.
Fields purtroppo deve partire pur sapendo che sua moglie Barb Fields sta passando un brutto periodo, la meta è Plainfolk (Texas). I dirigenti della Heartland State University danno a Fields il compito di preparare la squadra di football dell'istituto per la coppa delle università, i Comebacks.
Lambeau capisce subito di avere a che fare con una squadra di disadattati, infatti i giocatori non sanno le regole base del football e giocano a loro modo.
Nonostante ciò, la squadra supererà i play-off partecipando al South-Southwest Conference Championship.
Arrivato il tanto atteso giorno della finale, i Comebacks affrontano i campioni indiscussi della Lone Star State Unbeatables. Tra le tante gaffe del finale, dopo un'incredibile rimonta nel secondo tempo, i Comebacks riescono ad aggiudicarsi la coppa, diventando una vera squadra.

## Film parodiati
Il film ha parodiato le seguenti pellicole: Ricky Bobby - La storia di un uomo che sapeva contare fino a uno, Rocky Balboa, Il sapore della vittoria - Uniti si vince, Radio, Miracle, Friday Night Lights, Palle al balzo - Dodgeball, L'uomo dei sogni, La gang di Gridiron, L'altra sporca ultima meta, Stick it - Sfida e conquista, Affrontando i giganti, Sognando Beckham, Imbattibile, He Got Game, We Are Marshall, Blue Crush, Drumline - Tieni il tempo della sfida, Coach Carter, Ogni maledetta domenica.
Oltre alle pellicole precedentemente nominate, è stata anche parodiata la serie tv Glee ed anche il campionato mondiale di calcio 2006.

## Accoglienza

### Incassi
I diritti di distribuzione cinematografica del film sono stati acquisiti dalla Fox Atomic, che ha liberato la pellicola in territorio Stati Uniti dal 19 ottobre 2007 al 27 dicembre dello stesso anno.
La settimana d'apertura il film è stato proiettato in 2.812 cinema incassando 5.554.594 $.
L'ultima settimana di proiezione, è stato rilevato un incasso di 13.349.927 $.